# Juan Espínola (calciatore 1994)
Juan Ángel Espínola González (Ciudad del Este, 2 novembre 1994) è un calciatore paraguaiano, portiere del Belgrano in prestito dall' Olimpia e della nazionale paraguaiana.

## Statistiche

### Cronologia presenze e reti in nazionale
| Cronologia completa delle presenze e delle reti in nazionale ― Paraguay M | Cronologia completa delle presenze e delle reti in nazionale ― Paraguay M | Cronologia completa delle presenze e delle reti in nazionale ― Paraguay M | Cronologia completa delle presenze e delle reti in nazionale ― Paraguay M | Cronologia completa delle presenze e delle reti in nazionale ― Paraguay M | Cronologia completa delle presenze e delle reti in nazionale ― Paraguay M | Cronologia completa delle presenze e delle reti in nazionale ― Paraguay M | Cronologia completa delle presenze e delle reti in nazionale ― Paraguay M |
| Data                                                                      | Città                                                                     | In casa                                                                   | Risultato                                                                 | Ospiti                                                                    | Competizione                                                              | Reti                                                                      | Note                                                                      |
| ------------------------------------------------------------------------- | ------------------------------------------------------------------------- | ------------------------------------------------------------------------- | ------------------------------------------------------------------------- | ------------------------------------------------------------------------- | ------------------------------------------------------------------------- | ------------------------------------------------------------------------- | ------------------------------------------------------------------------- |
| 16-11-2022                                                                | Lima                                                                      | Perù                                                                      | 1 – 0                                                                     | Paraguay                                                                  | Amichevole                                                                | -1                                                                        |                                                                           |
| Totale                                                                    |                                                                           | Presenze                                                                  | 1                                                                         |                                                                           | Reti                                                                      | -1                                                                        |                                                                           |